# شي شيوهونغ
شي شيوهونغ (بالصينية: 謝雪紅)، ولدت في 17 أكتوبر 1901 وتوفيت في 5 نوفمبر 1970، هي سياسية تايوانية وناشطة في مجال حقوق المرأة، شاركت في تأسيس الحزب الشيوعي. طاردها الحزب القومي الصيني «الكومينتانغ» فهربت إلى الصين حيث انضمت إلى كل من نادي الحكم الذاتي الديمقراطي التايواني والحزب الشيوعي الصيني.

## السيرة الذاتية
ولدت شي في مقاطعة تشانجوا عام 1901 لعائلة من الطبقة العاملة، وهي الرابعة بين سبعة أبناء.  استخدمت خلال حياتها ما لا يقل عن سبعة أسماء مختلفة. انتقلت عند بلوغها الثانية عشرة للعيش مع عائلة أخرى. كانت أسرتها بالتبني مسيئة لها، ولتتجنب زواجًا مرتبًا مع ابنهم هونغ شينو، غادرت المنزل. التقت شي برجل يدعى تشانغ شومين عام 1918 وتزوجته. عاشت فترة من الوقت في مدينة كوبي باليابان فتأثرت شي بشدة بفترة تايشو هناك. بعد انتقالها وزوجها بمدة قصيرة إلى الصين، انفصل الزوجان عندما اكتشفت شي أن تشان كان ما يزال متزوجًا بامرأة أخرى. بدأت شي بإعطاء دروس في الخياطة تزامنًا مع صنع وبيع الملابس.
كانت حركة الرابع من مايو نقطة تحول سياسية بالنسبة لشي التي انضمت لاحقًا إلى مقاومة تشيانغ وي شوي ضد الحكم الياباني.  درست شي علم الاجتماع في جامعة شنغهاي كما شاركت في حركة الثلاثين من مايو عام 1925، وفي العام نفسه طُلب منها الانضمام إلى الحزب الشيوعي الصيني  لكن مشروعية عضويتها في الحزب بقيت موضع تساؤل. انتقلت شي إلى موسكو لمواصلة تعليمها ثم عادت إلى الصين عام 1927 وساعدت بتأسيس الحزب الشيوعي التايواني عام 1928. بعد توليها مناصب قيادية في كلا الحزبين، امتدت أيديولوجية شي إلى حزب الشعب التايواني في تشيانغ والرابطة الثقافية التايوانية. كانت تؤمن بأن الحفاظ على هوية تايوانية مميزة والسماح للبرجوازية بالمشاركة سيسمحان للشيوعية بالازدهار في تايوان. بسبب معارضة الكثيرين لها، طردت من الحزب الشيوعي التايواني عام 1931، وفي وقت لاحق من ذلك العام، اعتُقلت وحُكم عليها بالسجن 13 عامًا بسبب تأييدها للشيوعية. أُطلق سراحها عام 1939 بعد إصابتها بمرض السل.
عادت شي إلى النشاط السياسي عام 1945 عندما وصلت قوات حزب الكومينتانغ إلى تايوان معلنين أن «تايوان يجب أن يحكمها تايوانيون». شاركت عام 1947 مع اللواء 27 في حادثة 28 فبراير من مقرها في تايتشونغ  داعيةً الجماهير للحفاظ على الممتلكات وعدم إلحاق الأذى بأي شخص. بعد ثلاثة أسابيع، هربت إلى هونغ كونغ  حيث أسست رابطة الحكم الذاتي التايواني الديمقراطي  ثم انتقلت لاحقًا إلى شيامن. عارضت الرابطة  تحت قيادة شي أهداف  رابطة فورموسان التحررية التي دعمت الاستقلال. كانت شي تنشط في الصين مع رابطة شباب الصين كما عملت في المؤتمر الاستشاري السياسي للشعب الصيني، لكنها مع ذلك استمرت في الضغط من أجل حق تايوان في تقرير المصير، وهي وجهة نظر كان الحزب الشيوعي الصيني يحاربها ويستهدف مؤيديها خلال الحراك المناهض لليمين. توفيت شي في بكين عام 1970 ضحيةً للثورة الثقافية. ردّ الحزب الشيوعي اعتبارها بعد وفاتها عام 1986.